# Birgit Lehtonen-Axelsson
Birgit Lehtonen-Axelsson, född 1935 i Tammerfors, är en svensk målare och grafiker.
Lehtonen-Axelsson studerade mönsterteckning vid Rydaholms Valsgravyr, svetsmodellering vid Statens institut för företagsutveckling, litografiteknik för Fritz Axel From och Sven Hallström.
Bland hennes offentliga arbeten märks utsmyckning för onkologmottagningen och rehabmottagningen vid RSÖ, Vuxenskolan i Örebro, Specialistläkarhuset i Örebro, Fångvårdsanstalten i Kumla, Degerfors bibliotek, Åstorps dagvårdcentral och Servicehuset i Åstorp.
Hennes konst består av lyriska fantasilandskap, psykologiska ögonblicksbilder och surrealistiska bilder med ett politiskt ställningstagande.
Lehtonen-Axelsson är representerad vid Örebro läns landsting, Örebro kommun, Karlskoga kommun, Degerfors kommun och Kumla kommun.